# 飯能アルプス
飯能アルプス（はんのうアルプス）は、一般的に埼玉県の天覧山（標高197m）から、伊豆ヶ岳（標高850.9m）へと続く稜線の山々。伊豆ヶ岳からさらに武甲山（1304m）までの山々を指すこともある。

## 概要
西武池袋線・西武秩父線や高麗川の南側に連なる奥武蔵の山々の稜線歩きであり、駅からのハイキングやトレイルランニングとしても使われることも多いルートである。ただし稜線歩きであるため、途中に湧き水などの水場はなく（子の権現門前の売店で飲み物を購入できる場合もある）、アップダウンもあり、場所によって迷いやすい箇所も存在する。鉄道沿いにあるため駅へのエスケープルートも所々に存在するが、登山道が駅や道路から遠く離れた箇所もあり、通しで歩くとなると時間と準備、体力も必要である。毎年5月にはトレイルランニングの競技も開催される。
最も東側に位置し標高が低い天覧山（197m）から代表的な山をあげると、多峰主山（271m）、天覚山（445.5m）、大高山（493m）、子の権現（子の山630m）、中ノ沢ノ頭（622.7m）、高畑山（695m）、古御岳（820m）、伊豆ヶ岳（850.9m）までを指す場合が一般的である。
さらに、武甲山へと続くルートも飯能アルプスに含まれる場合もあるが、その際にどの山々を含めるかは特に決まっていない。「奥武蔵全山縦走コース」に従った場合は、山伏峠（620m）を経由して、前武川岳（1003m）、武川岳（1051.7m）、大持山（1294.1m）、小持山（1273m）、武甲山（1304m）を経て、秩父鉄道浦山口駅へと至る登山道となる。

## 付近の施設
- 飯能駅
- 高麗駅
- 東吾野駅
- 吾野駅
- 西吾野駅
- 正丸駅
- 芦ヶ久保駅
- 横瀬駅
- 秩父駅
- 浦山口駅